# Kangaarsuk (Nuuk)
Kangaarsuk [kaˈŋɑːsːuk] (nach alter Rechtschreibung Kangârssuk) ist eine wüst gefallene grönländische Siedlung im Distrikt Nuuk in der Kommuneqarfik Sermersooq.

## Lage
Kangaarsuk befindet sich auf einer gleichnamigen kleinen Halbinsel an der Mündung des Kangerluarsunnguaq. 15 km nördlich befindet sich der nächstgelegene Ort Qeqertarsuatsiaat.

## Geschichte
Kangaarsuk wurde erstmals 1855 erwähnt, als dort 35 Menschen lebten. 1877 erwähnte Hinrich Johannes Rink den Wohnplatz in Verbindung damit, dass dort und in der Umgebung die elendste Bevölkerung Grönlands lebte, deren Einwohnerzahl sich in den letzten 30 Jahren halbiert habe. Vermutlich war der Ort um 1900 noch bewohnt, aber kurze Zeit später aufgegeben.